# Mariä Heimsuchung (Niederlandenbeck)

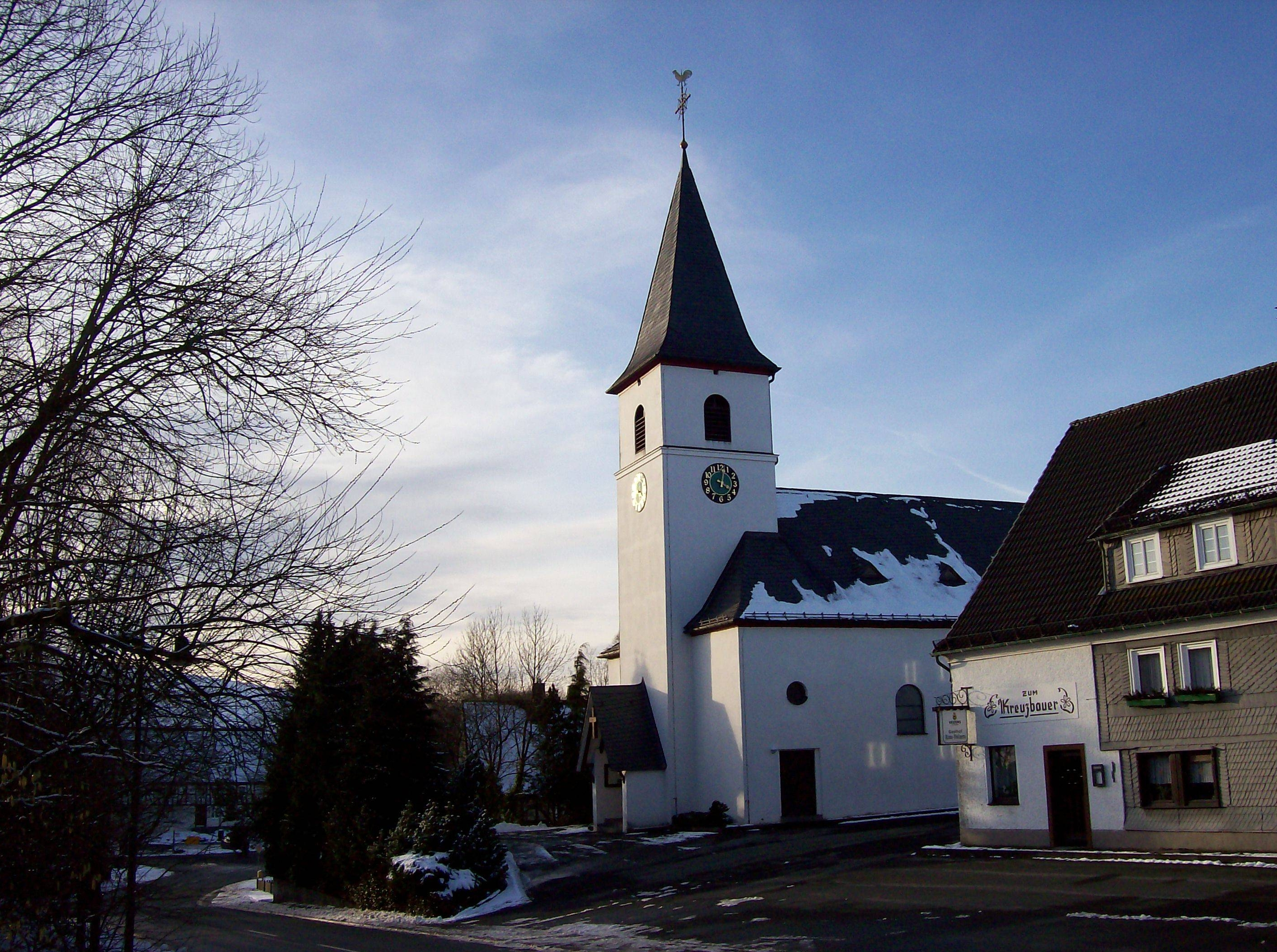
Kirche St. Mariä Heimsuchung

Die römisch-katholische Kirche Mariä Heimsuchung ist ein ortsbildprägendes Kirchengebäude in Niederlandenbeck, einem Ortsteil von Eslohe im Hochsauerlandkreis (Nordrhein-Westfalen). Die Pfarrei gehört zum Dekanat Hochsauerland-Mitte im Erzbistum Paderborn.

## Geschichte und Architektur
Das auf einer Anhöhe stehende Gebäude wurde von 1932 bis 1933 nach Plänen des Architekten Wilhelm Dellweg errichtet. Die Wände des länglichen Schiffes sind weiß verputzt, es ist mit Schiefer gedeckt. Der dreiseitig schließende Chor ist eingezogen und der Turm eingestellt. Der Innenraum wird durch ein fünfseitiges Holztonnengewölbe bestimmt. Das Schiff und der Chor sind durch einen runden Triumphbogen getrennt. Der Chorraum wurde ursprünglich nach Entwürfen von Bruder Ludger Hohmann aus Maria Laach figürlich bemalt. Die Bemalungen wurden 1954 übertüncht, stattdessen befindet sich dort ein Kruzifix von Heinrich Püts. Die Stirnwand ist durch zwei Glasbilder von Jupp Gesing gegliedert; sie wurden 1977 angefertigt.